# Almati
Almati (kazakul: Алматы / Almatı, oroszul: Алма-Ата / Alma-Ata) Kazahsztán legnagyobb városa, 1997-ig fővárosa.

## Népesség
| Lakosok száma | 1 391 095 | 1 414 017 | 1 450 327 | 1 475 579 | 1 507 509 | 1 806 833 | 1 916 822 | 1 977 011 | 2 135 365 | 2 228 675 |
|               | 2010      | 2011      | 2012      | 2013      | 2014      | 2018      | 2020      | 2021      | 2022      | 2024      |

## Történelem

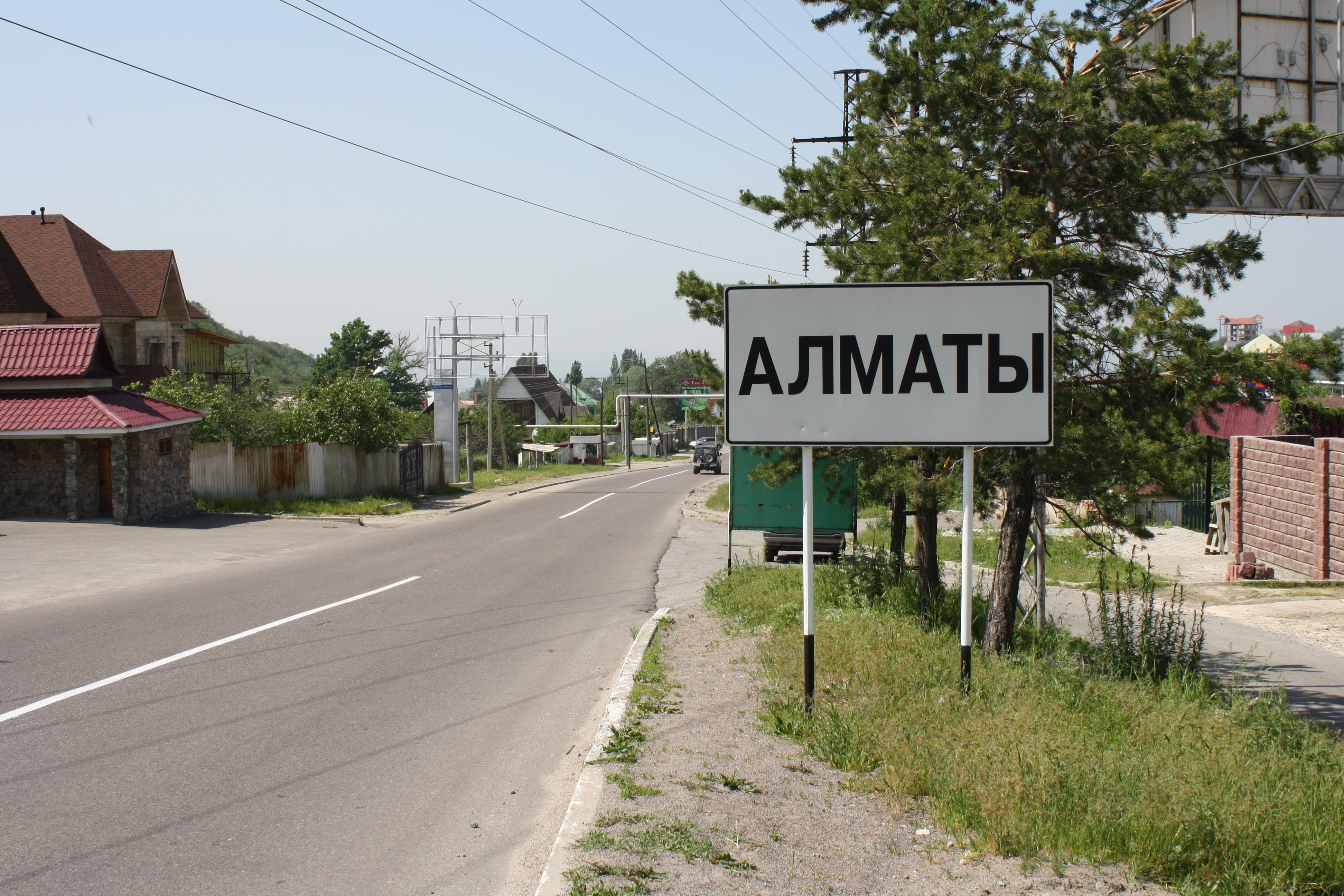
Almati helységnévtáblája

### A név eredete
Az "almaty" szó kazah nyelven annyit tesz, hogy "almafák közt nőtt".

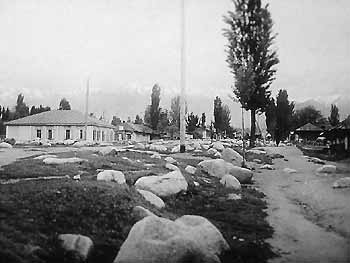
A Karl Marx utca 1921-ben

### Rövid történelem
A város első írásos emléke egy 684-ből való ezüst dirhamon szerepel. A 14. században a mongol uralom alá került, majd 1854. február 14-én elfoglalták az oroszok. Ekkor a város lakossága 5000 fő volt. 1929-től a Kazah Szocialista Köztársaság, majd 1991–1997 között a független Kazahsztán fővárosa volt.
A Kazah Köztársaság Legfelsőbb Tanácsa első ízben 1994. július 6-án döntött arról, hogy a fővárost Akmolába helyezzék át, amire végül Nurszultan Nazarbajev elnök 1997. október 20-i rendeletével került sor. A kormányzati szervek költözése 1997 decemberében kezdődött.
A költözés indoka hivatalosan az volt, hogy Almati periférikus fekvésénél és fejlődési korlátainál fogva (domborzati beszorítottsága, úthálózat túlterheltsége, környezeti problémák) kevéssé alkalmas fővárosnak, míg Akmola nagy területe, központi elhelyezkedése, fejlett infrastruktúrája és kedvező környezeti állapota folytán megfelelő erre a szerepkörre. A döntésben ugyanakkor az is szerepet játszhatott, hogy a függetlenné vált, de többnemzetiségű Kazahsztán döntően oroszok lakta északi részét erősebben az országhoz kössék, elejét véve az irredenta törekvések megerősödésének. A főváros áthelyezése jelentős költségei miatt nem osztatlanul népszerű a kazah társadalom körében.

## Éghajlat
A város éghajlata az országhoz hasonlóan kontinentális, amelyet a tengerszint feletti magasság és a hegy-völgyi szél is befolyásol.
A sarkvidéki légtömegek jószerivel akadály nélkül áramolnak északról délre, emiatt a tél hideg, de déli fekvése miatt Almatiban enyhébb, mint Nur-Szultan vagy Ulánbátor esetében. A hideget a Közép-Ázsia sivatagaiból származó meleg légáramlatok csillapítják.
A nyári hőséget többnyire csillapítja a város magas tszf. fekvése.
| Hónap                         | Jan. | Feb. | Már. | Ápr. | Máj. | Jún. | Júl. | Aug. | Szep. | Okt. | Nov. | Dec. | Év   |
| ----------------------------- | ---- | ---- | ---- | ---- | ---- | ---- | ---- | ---- | ----- | ---- | ---- | ---- | ---- |
| Átlagos max. hőmérséklet (°C) | 0,7  | 2,2  | 8,7  | 17,3 | 22,4 | 27,5 | 30,0 | 29,4 | 24,2  | 16,3 | 8,2  | 2,3  | 15,8 |
| Átlagos min. hőmérséklet (°C) | −8,4 | −7,0 | −1,0 | 6,0  | 11,0 | 15,8 | 18,0 | 17,0 | 11,5  | 4,6  | −1,3 | −6,4 | 5,0  |
| Átl. csapadékmennyiség (mm)   | 34   | 43   | 75   | 107  | 105  | 57   | 47   | 30   | 27    | 60   | 56   | 42   | 683  |
| Forrás:                       |      |      |      |      |      |      |      |      |       |      |      |      |      |

## Közlekedés

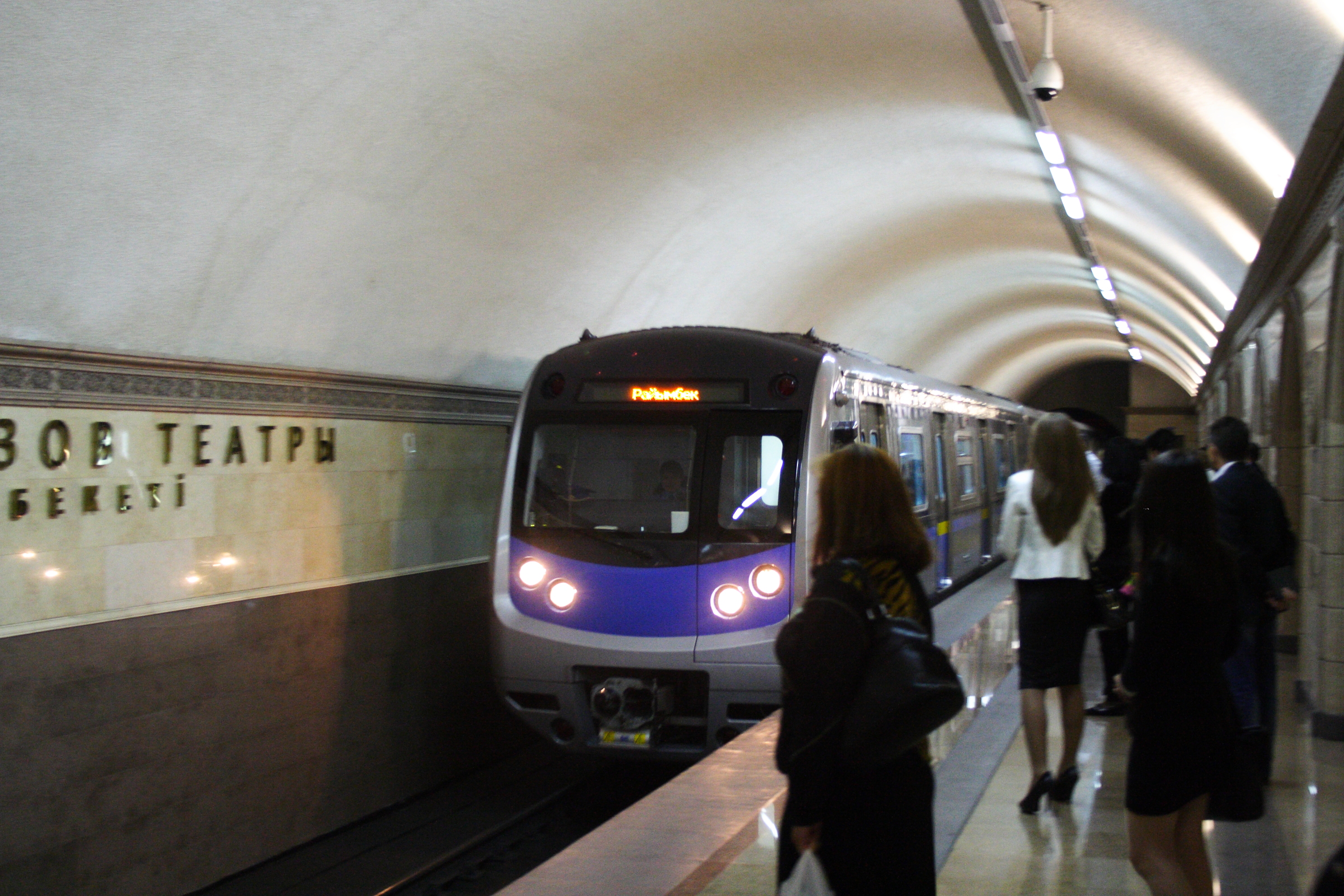
Almati metró

A városban 2014-ben Norman Foster irodája által tervezett buszmegálló várókat telepítettek.
2011 decemberében nyitották meg a metró első vonalát 9 állomással.

## Kultúra

### Színházak
- Állami akadémiai színház (opera) és (balett). Abai a neve.
- Auezov színház
- Állami Lermotov akadémiai színház (dráma)

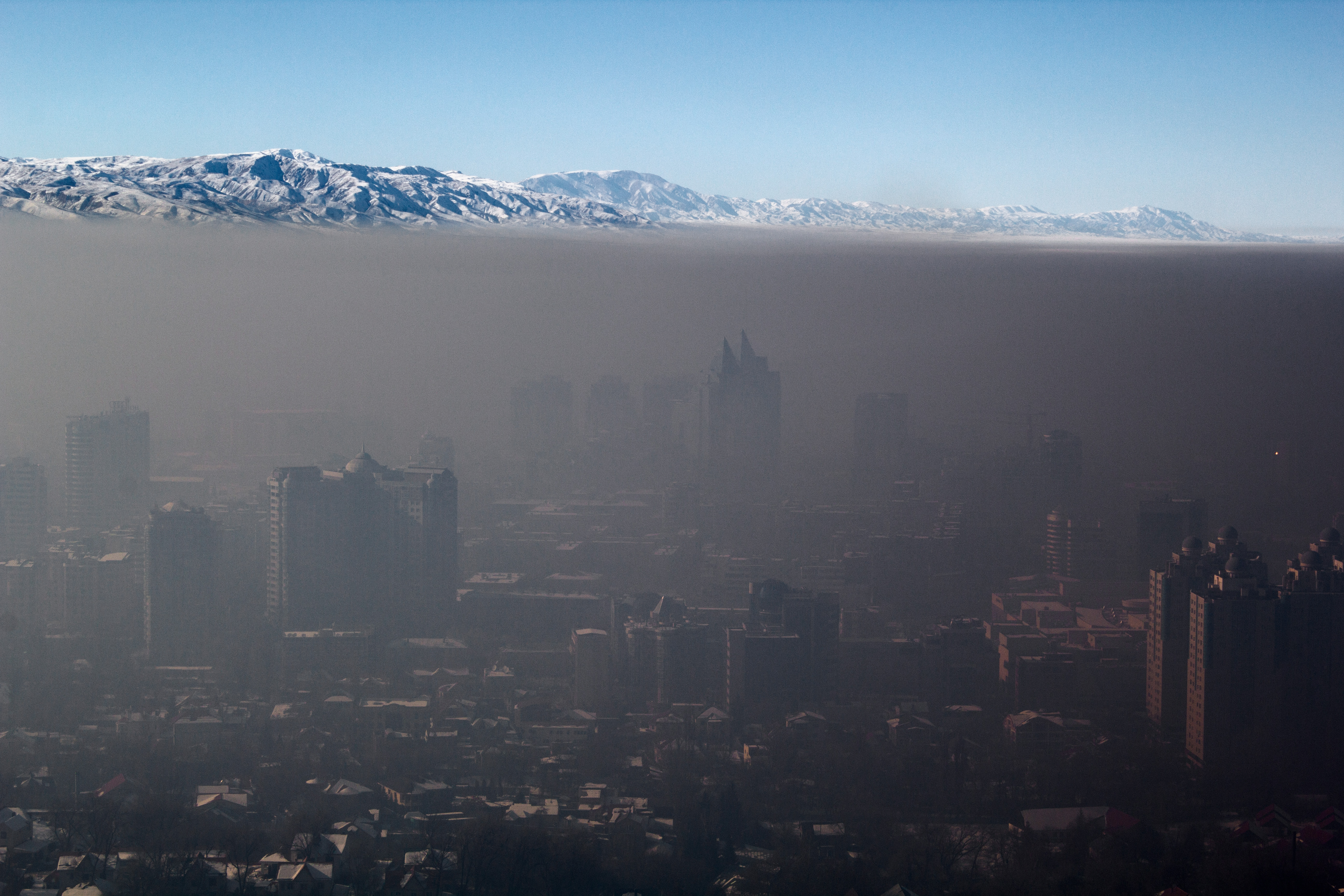
Szmog Almati felett

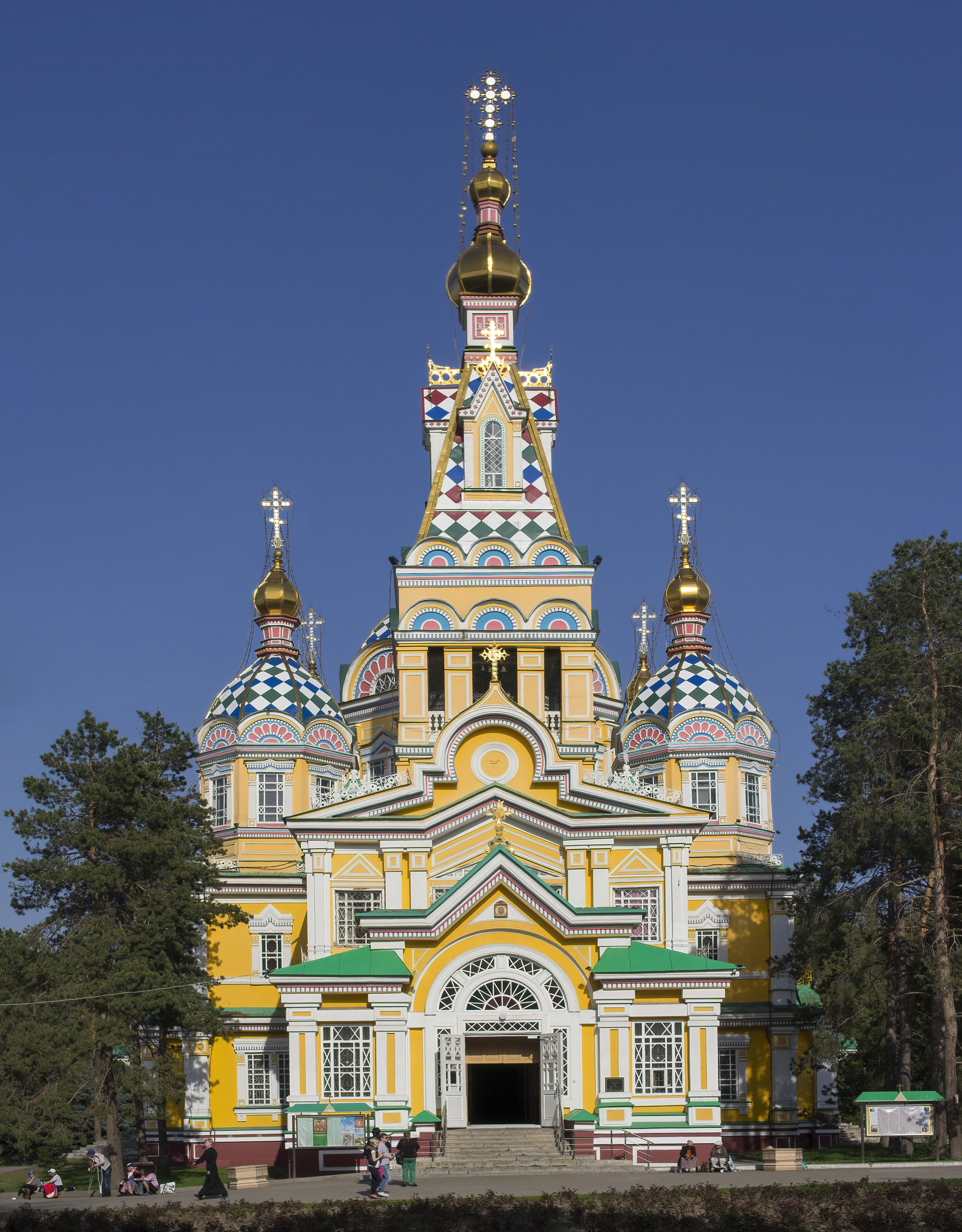
Orosz ortodox székesegyház

- Sambil filharmónia

### Múzeumok
- Központi állami múzeum
- Állami Kastejev művészetmúzeum
- Köztársasági Ykylas múzeum
- Köztársasági irodalom múzeum
- Központi könyvmúzeum
- Archeológiai múzeum
- Umaj művészetmúzeum
- Városi történelmi múzeum
- M. Auesov és D. Kunajev háza

### Egyetemek
- Al-Farabi Egyetem
- Abai egyetem
- Technikai Satpajev Egyetem
- Újságírói egyetem
- Közép-Ázsiai egyetem
- Kazah-Német egyetem
- Kazah-brit egyetem
- Kazah-amerikai egyetem
- Közgazdasági egyetem
- Technológiai egyetem
- Kainar Egyetem
- Agrár egyetem
- Turan egyetem
- Televízió és Mozi Egyetem
- S.D. Asfendiyarov Orvostudományi Egyetem  Archiválva 2013. április 23-i dátummal a Wayback Machine-ben

## Testvértelepülések
- Tucson, Arizona, USA
- Tel-Aviv, Izrael
- Rennes, Franciaország
- Tegu, Dél-Korea
- Biskek, Kirgizisztán
- Isztambul, Törökország

### Partnervárosok
- Budapest, Magyarország
- Moszkva, Oroszország
- Szentpétervár, Oroszország
- Kazany, Oroszország
- Minszk, Fehéroroszország
- Vilnius, Litvánia
- Riga, Lettország
- Ürümcsi, Hszincsiang-Ujgur Autonóm Terület, Kína
- Várna, Bulgária
- Alexandria, Egyiptom